# Musca lasiophthalma
Musca lasiophthalma är en tvåvingeart som beskrevs av Thomson 1869. Musca lasiophthalma ingår i släktet Musca och familjen husflugor. Inga underarter finns listade i Catalogue of Life.